# Coesfeld
Coesfeld är en stad i Kreis Coesfeld i Regierungsbezirk Münster i förbundslandet Nordrhein-Westfalen i Tyskland.  Staden har cirka 37 000 invånare.
Coesfeld erhöll sina stadsprivilegier år 1197.